# Pseudochaenichthys
Pseudochaenichthys is een monotypisch geslacht van straalvinnige vissen uit de familie van de Channichthyidae (krokodilijsvissen), orde baarsachtigen (Perciformes).

## Soort
- Pseudochaenichthys georgianus Norman, 1937